# Виньола (город)
Виньо́ла (итал. Vignola, эмил.-ром. Vgnóla) — коммуна в Италии, располагается в регионе Эмилия-Романья, в провинции Модена. Город расположен у подножия первых холмов Моденских Аппенин, в устье реки Панаро.
Занимает площадь 22 км². Почтовый индекс — 41058. Телефонный код — 059.
Покровителями коммуны почитаются святые Назарий и Цельсий, празднование 13 октября.

## Название
Название «Vignola» происходит от латинского «vineola» (небольшой виноградник), указывая на выращивании винограда, широко практикующегося во времена Римской империи.
Виньола в просторечии зовётся «городом черешни» (итал. città di ciliegia) из-за высокого качества и большого количества выращиваемой здесь черешни.

## История
Расположен недалеко от древнего этрусского пути из Болоньи в Парму. В Средние века датой основания называли 826 года, согласуясь с легендой об основании в этот период замка для защиты земель близстоящего Аббатства Нонантола. Виньола находилась в подчинении их епископов до 1247 года. Во время войны гвельфами и гибеллинами территория была разделена между коммунами Модена и Болонья, пока семья Грассони не установила в Виньоле своё феодальное право. Это продолжалось до установления власти домом Эсте в 1399 году. Спустя два года территория отошла в виде графства семье Контрари из Феррара. Со смертью Эрколе Контрари в 1557 году Виньолу присвоил себе Джакомо Бонкомпаньи, сын папы Григория XIII. Правление семьи Бонкомпаньи окончилось с Наполеоновскими войнами. По Венскому конгрессу Виньола стала частью Моденского герцогства.

## Достопримечательности

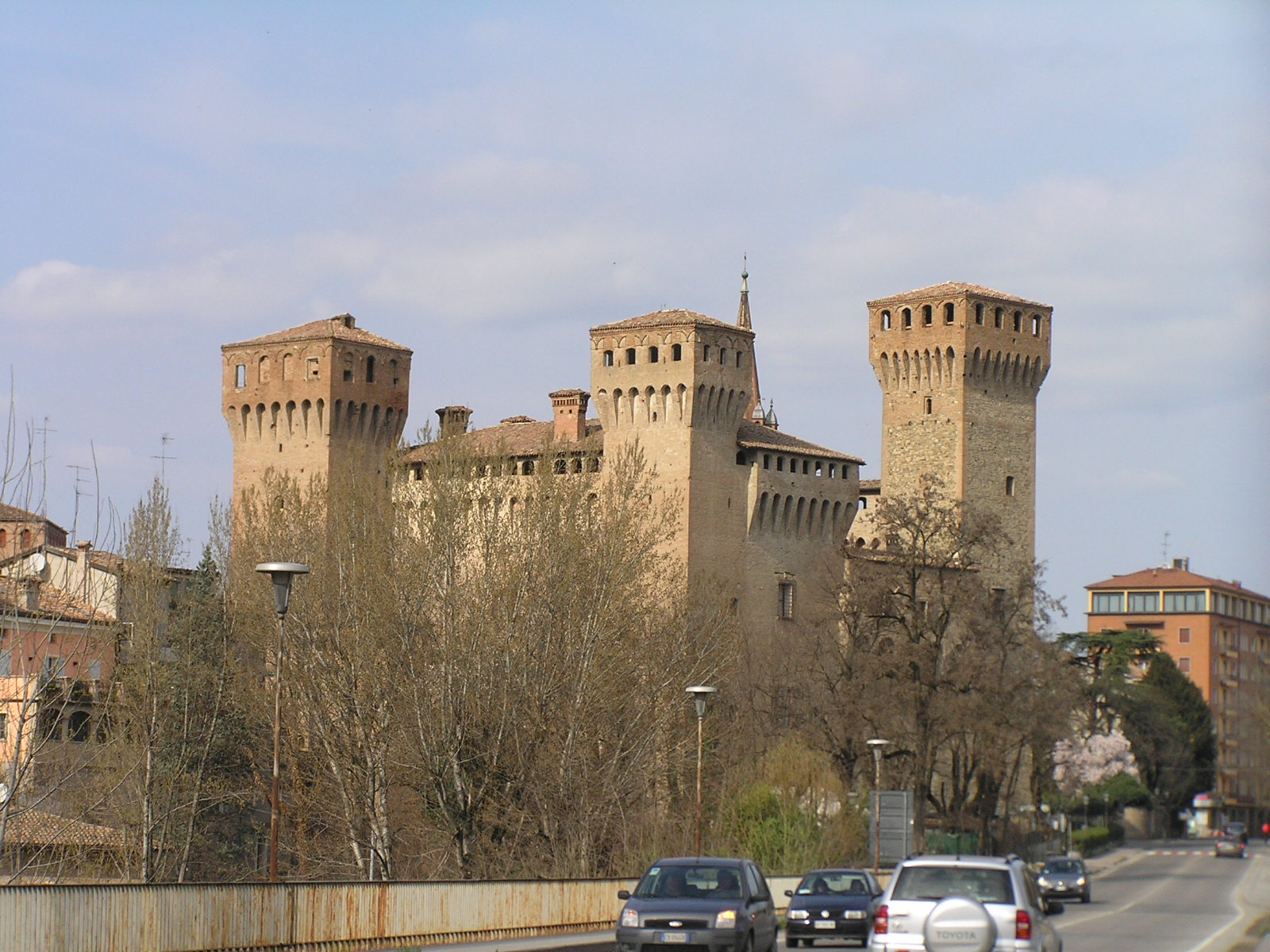
Виньольская крепость, XIV—XV века

В честь черешни организуются традиционные летние фестивали и празднования. Каждые вторые выходные июня проводится мероприятие «Vignola è tempo di Ciliegie».
Ещё одним символом города является «черный торт» — «Бароцци» (итал. torta Barozzi). Он появился в конце XIX века, и в 1907 году назван в честь знаменитого архитектора Джакомо Бароцци да Виньола, уроженца Виньолы. Основными ингредиентами торта являются арахис (главная составляющая), миндаль, какао, кофе. Несмотря на то, что известный торт является одним из любимых десертов местного населения и популярен за пределами провинции, оригинальный рецепт и точные пропорции до сих пор остаются собственностью потомков создавшего его виньольского кулинара Eugenio Gollini и держатся ими в секрете. Популярность торта и узнаваемость его вкуса привела к появлению мороженого со вкусом «торта Бароцци».
Среди примечательных памятников — Виньольская крепость на левом берегу Панаро, построенная в XIV—XV веках. Впервые крепость фигурирует в документах 1178 года. В Средние века крепость перестраивалась, превращаясь из оборонительной крепости в защищённую резиденцию. В 2004—2005 году археолого-архитектурная группа специалистов из Венеции занимались реставрацией крепости.
Покровителями коммуны почитаются святые Назарий и Цельсий, празднование 13 октября.

## Демография
Численность населения 25170 человек (31.03.2012), что составляет плотность 1 065 чел./км².
Динамика населения:

## Администрация коммуны
- Официальный сайт: http://www.comune.vignola.mo.it/

## Города-побратимы
Города-побратимы:
- Барбезьё-Сент-Илер, Франция (с 1982)
- Витценхаузен, Германия (с 1995)
- Анголь, Чили (с 1998)

## Известные уроженцы и жители
- Аллегретти, Марио (1919—1945) — итальянский офицер, участник Движения Сопротивления в Италии во время Второй мировой войны. Кавалер золотой медали «За воинскую доблесть» (1945, посмертно).
- Джакомо да Виньола (1507—1573), итальянский теоретик и архитектор позднего Ренессанса.